# Тенрекові
Тенрекові (Tenrecidae) — родина ссавців ряду тенрекоподібних (Afrosoricida).

## Зовнішній вигляд
Родина об'єднує дуже різні за зовнішнім виглядом і розміром тварини: довжина тіла у них коливається від 4 до 20 см. (у видрового тенрека — до 60 см.), довжина хвоста від 1 до 22 см. Більшість тенрекових, ймовірно, ще з крейдового періоду ізольовано мешкають на Мадагаскарі і за цей час встигли утворити ряд спеціалізованих форм. Так, тенрек безхвостий (Tenrec ecaudatus) нагадує американських опосумів; малий і великий тенреки — їжаків; зовнішнім виглядом довгохвості тенреки схожі на землерийок, рисові тенреки (Oryzorictes) — на кротів, видровий тенрек (Potamogale) — на видру.
Голова у тенреків видовжена, іноді з витягнутим в рухомий хоботок лицьовим відділом. Тіло вкрите хутром, жорстким щетинистим волоссям або голками (підродина Tenrecinae). Передні кінцівки коротші за задні. На передніх лапах 4 або 5 пальців, на задніх — 5. У напівводних видів на задніх лапах є плавальна перетинка. У видів підродини Tenrecinae хвіст рудиментарний; у довгохвостого мікрогала (Microgale longicaudata) він в 2,5 разу довший за тіло і має 47 хребців — це більше, ніж у інших ссавців, за винятком панголінів.
Череп сильно витягнутий і вузький. Виличних кісток немає. Зубів 32-40. Хребців: шийних 7, грудних 15-19, поперекових 5-6, крижових 2, хвостових 7-47. Сосків від 2 до 12 пар. Сечостатевий і анальний отвори відкриваються в єдину клоаку. Сім'яники розташовуються в черевній порожнині в області тазу або у фіброзній внутрішній псевдомошонці (видровий тенрек).

## Розповсюдження і спосіб життя
Тенреки — в більшості своїй ендеміки Мадагаскару. Деякі види (підродини Potamogalinae) водяться в Східній і Центральній Африці. Тенрека безхвостого завезли на Коморські, Сейшельські і Маскаренські острови.
Мешкають у вологих лісах, чагарниках, степах, на болотах. Серед тенреків є наземні, деревні, риючі і напівводні види. Активні головним чином вночі і в сутінках. День проводять в норах, дуплах лежачих дерев, під каменями. Живляться тваринною, рідше рослинною їжею. Тенреки — гетеротермні тварини, температура їхніх тіл залежить від температури навколишнього середовища. Звичайний тенрек під час посушливого сезону (з квітня-травня до жовтня) впадає в сплячку. Розмножуються тенреки разів на рік, у виводку від 1-4 до 25 дитинчат.

## Інше
- М'ясо великих видів тенреків місцеве населення споживає у їжу.
- Викопні рештки тенреків нечисленні. Найдавніші викопні рештки датуються міоценом у Східній Африці і плейстоценом на Мадагаскарі, але, очевидно, ця група значно старша.

## Систематика
- Підродина Geogalinae
  - Рід Geogale
    - Тенрек великовухий (Geogale aurita)
- Підродина Oryzorictinae
  - Рід Limnogale
    - Тенрек перетинчастолапий (Limnogale mergulus)

  - Рід Microgale
    - Мікрогал короткохвостий (Microgale brevicaudata)
    - Мікрогал Кована (Microgale cowani)
    - Мікрогал Добсона (Microgale dobsoni)
    - Мікрогал Дроухарда (Microgale drouhardi)
    - Мікрогал дріада (Microgale dryas)
    - Мікрогал блідий (Microgale fotsifotsy)
    - Мікрогал граційний (Microgale gracilis)
    - Мікрогал Грандідьє (Microgale grandidieri)
    - Мікрогал голоносий (Microgale gymnorhyncha)
    - Мікрогал Дженкінс Microgale jenkinsae
    - Мікрогал північний (Microgale jobihely)
    - Мікрогал довгохвостий (Microgale longicaudata)
    - Мікрогал гористий (Microgale monticola)
    - Мікрогал Насоло (Microgale nasoloi)
    - Мікрогал мініатюрний (Microgale parvula)
    - Мікрогал великий довгохвостий (Microgale principula)
    - Мікрогал найменший (Microgale pusilla)
    - Мікрогал зубатий (Microgale soricoides)
    - Мікрогал Таїва (Microgale taiva)
    - Мікрогал Талазака (Microgale talazaci)
    - Мікрогал Томаса (Microgale thomasi)

  - Рід Oryzorictes
    - Рисовий тенрек кротовидий (Oryzorictes hova)
    - Рисовий тенрек чотирипалий (Oryzorictes tetradactylus)
- Підродина Tenrecinae
  - Рід Echinops
    - Малий їжакоподібний тенрек (Echinops telfairi)

  - Рід Hemicentetes
    - Високогірний смугастий тенрек (Hemicentetes nigriceps)
    - Низькогірний смугастий тенрек (Hemicentetes semispinosus)

  - Рід Setifer
    - Великий їжакоподібний тенрек (Setifer setosus)

  - Рід Tenrec
    - Тенрек безхвостий (Tenrec ecaudatus)